# Фолконер, Кевин
Кевин Ли Фолконер (англ. Kevin Lee Faulconer; род. 24 января 1967) — американский политик, мэр Сан-Диего (2014—2020).

## Биография
Фолконер родился 24 января 1967 года в Сан-Хосе (Калифорния), в семье Джима и Кей Фолконер. Он рос в Окснарде и изучил испанский язык в начальной школе. После окончания средней школы Фолконер отучился в Университете штата Калифорния в Сан-Диего. Затем он работал в фирме Solem & Associates. В 2006 году Фолконер стал членом городского совета Сан-Диего и пробыл им до 2014 года, пока не избрался мэром на внеочередных выборах. В 2016 году ему удалось переизбраться, и он находился на своём посту до 2020 года.

## Личная жизнь
В 1997 году Фолконер познакомился с Кэтрин Стюарт. Они поженились в 1999 году. У пары родилось двое детей.